# Apofillite
L’apofillite è un minerale; un silicato, Fillosilicato. Non è una zeolite, tettosilicato, anche se spesso, nelle collezioni, viene associata a esse, perché si ritrova nello stesso ambiente di formazione.

## Origine del nome
Il nome apofillite deriva dal greco apo (lontano) e phyllon (foglia), perché, quando viene scaldata sulla fiamma, si sfalda in fiocchi simili a foglie.
Nelle calde acque termali di Uxahver nel nord dell’Islanda, l'apofillite disciolta forma grandi cristallizzazioni che somigliano a una foresta pietrificata. L’apofillite di questa località fu chiamata Oxahverite, nome ormai desueto.

## Abito cristallino
Tetragonale pseudocubica. Si presenta con cristalli ben formati, in combinazione del prisma tetragonale [110], bipiramide [011], pinacoide [001], con alcuni cristalli con abito pseudo-cubico, ma anche massiva con cristalli uniformi molto piccoli, non distinguibili tra loro.
In genere, forma cristalli cubo-ottaedrici o bipiramidali, con gli angoli tronchi e facce che terminano in piramidi. I cristalli sono lunghi 1-2 cm; in India si trovano cristalli molto più grandi. L’apofillite forma anche cristalli tabulari. Ha una lucentezza vitrea trasparente ma può essere anche colorata di bianco, verde, giallo o rosa. Potrebbe essere confusa col quarzo ma questo ha tipici cristalli esagonali ed è più duro.
L’apofillite è un fillosilicato formato da strati costituiti da una combinazione di anelli a 4/8 tedraedri di SiO4. A secondo della presenza di Fluoro, F, o di idrossile, OH, si formano le varietà: fluoroapofillite e idrossiapofillite.

## Proprietà chimico-fisiche
I cristalli sono duri, leggeri, perfettamente sfaldabili, secondo la base. Fonde facilmente, colorando la fiamma di violetto per la presenza di potassio K, e formando un vetro chiaro. Viene attaccata dall’acido cloridrico, HCl, lasciando una silice gelatinosa.

## Origine e giacitura
L'apofillite è un minerale di origine idrotermale e come tale occupa soprattutto cavità di rocce basaltiche e tufacee in associazione a  mesolite, stilbite, scolecite, prehnite, calcite, analcime,  heulandite e quarzo. Si rinviene anche in druse nei filoni minerari e nelle fessure alpine.

## Forma in cui si presenta in natura
L'apofillite si presenta in cristalli cuboottaedrici a forma di bipiramidi o lamellari, incolori, bianchi o debolmente colorati di rosa, verde, giallo.
L’apofillite verde è molto apprezzata dai collezionisti.

## Luoghi di ritrovamento
Esemplari molto belli provengono dall'Islanda e splendidi da Poona, Nashik e altri distretti dell'India. È stata trovata nella regione della Nova Scozia in Canada, nei giacimenti di rame del Lago Superiore (U.S.A.), nelle isole Färöer, in Groenlandia, e in Rio Grande do Sul in Brasile.
In Italia, è stata segnalata nelle miniere di Traversella (TO), nei basalti antichi a San Pietro di Montecchio Maggiore (VI) e all’Alpe di Siusi (BZ).

## Usi
Minerale d’interesse scientifico e collezionistico.